# Aeroportul Municipal Eastland
Aeroportul Municipal Eastland (IATA: ETN, ICAO: KETN, FAA LID: ETN) este un aeroport din Texas, Statele Unite ale Americii. Aeroportul a fost tranzitat în 2019 de 2 pasageri.
Situat la o altitudine de 447,41592 m, aeroportul dispune de 1 pistă.

## Infrastructură

### Piste
Aeroportul dispune de o singură pistă. Pista 17/35 are suprafața de asfalt și dimensiunile 5.000 picioare × 60 picioare. 